# Gol Televisión
Gol Televisión est une chaîne de télévision espagnole du groupe catalan Mediapro. Elle était disponible sur la TDT Premium (la TNT payante). Le 30 juin 2015, la chaîne s'arrête et est remplacée par MEGA, et beIN Sports lancée en Espagne reprend sa programmation. L'arrêt de la chaîne marque la fin de la TDT Premium.
La chaîne est remise en route en 2016.

## Programmation
La programmation de Gol Televisión est composée de plusieurs sports : le football, le handball Liga ASOBAL, et les sports de combat UFC.